# ルーツ・ミュージック
ルーツ・ミュージック（roots music）とは、広義には各地域の土着の音楽を指している。

## 概要
主なルーツ・ミュージックとしては、黒人のブルース、ゴスペル、ディキシー・ランド・ジャズ、白人のフォーク、カントリー、ブルーグラス、テックス・メックス（テハノ・ミュージック）などがある。特にアメリカ南部はアフロアメリカン人口が、アラバマ、ルイジアナ、ジョージア、サウス・キャロライナ、ノース・キャロライナ、テネシーなど11州を中心に多く、彼らの生み出してきた音楽が土着のルーツ・ミュージックとして生き続けてきた。

## 主なジャンル
- フォーク・ミュージック[注 5]
- カントリー・ミュージック[注 6]
- ブルース[注 7]
- アメリカーナ[注 8]
- ゴスペル[注 9]
- ザディコ[注 10]
- ケイジャン[注 11]
- テハノミュージック[注 12]
- ブルーグラス[注 13]
- ルーツ・ロック[注 14]
- ルーツロックレゲエ[注 15]